# Saison 1 de Famille d'accueil
Chronologie
Saison 2
Cet article présente les épisodes de la première saison de la série télévisée française Famille d'accueil (2001-2016).

## Distribution
- Virginie Lemoine : Marion Ferrière
- Jean-Michel Dupuis : Daniel Ferrière
- Ginette Garcin : Jeanne Ferrière
- Lucie Barret : Charlotte Ferrière
- Abel Jafri : Farid, directeur de l'ASE
- Melyssa Abdou : Louise Ferrière
- Antoine Ferey : Tim Ferrière

## Épisodes

### Épisode 1:Telle mère, telle fille
- France : samedi 15 décembre 2001 sur France 3

- Louise Monot : Romane Domergue
- Mama Prassinos : Nathalie Domergue, la jeune mère

### Épisode 2:Une mère à tout prix
- France : mardi 15 octobre 2022 sur France 3

- Stanislas Forlani : Camille
- Francine Bergé : Madeleine